# Bilandapur
Bilandapur è una suddivisione dell'India, classificata come census town, di 5.722 abitanti, situata nel distretto dei 24 Pargana Sud, nello stato federato del Bengala Occidentale. In base al numero di abitanti la città rientra nella classe V (da 5.000 a 9.999 persone).

## Geografia fisica
La città è situata a 22° 14' 26 N e 88° 23' 05 E.

## Società

### Evoluzione demografica
Al censimento del 2001 la popolazione di Bilandapur assommava a 5.722 persone, delle quali 2.907 maschi e 2.815 femmine. I bambini di età inferiore o uguale ai sei anni assommavano a 1.052, dei quali 558 maschi e 494 femmine. Infine, coloro che erano in grado di saper almeno leggere e scrivere erano 2.758, dei quali 1.557 maschi e 1.201 femmine.